# Максимільяново (Великопольське воєводство)
Максимільяново (пол. Maksymilianowo) — село в Польщі, у гміні Каменець Ґродзиського повіту Великопольського воєводства.
Населення — 227 осіб (2011).
У 1975-1998 роках село належало до Познанського воєводства.

## Демографія
Демографічна структура станом на 31 березня 2011 року:
|          | Загалом | Допрацездатний вік | Працездатний вік | Постпрацездатний вік |
| -------- | ------- | ------------------ | ---------------- | -------------------- |
| Чоловіки | 107     | 16                 | 78               | 13                   |
| Жінки    | 120     | 34                 | 69               | 17                   |
| Разом    | 227     | 50                 | 147              | 30                   |